# Sendangsari (Garung)
Sendangsari is een bestuurslaag in het regentschap Wonosobo van de provincie Midden-Java, Indonesië. Sendangsari telt 3624 inwoners (volkstelling 2010).